# Mendoncia glabra
Mendoncia glabra là một loài thực vật có hoa trong họ Ô rô. Loài này được (Poepp. & Endl.) Nees mô tả khoa học đầu tiên năm 1847.